# Klaus Fuchs
Klaus Fuchs (alemany: Emil Julius Klaus Fuchs)  (Rüsselsheim, 29 de desembre de 1911 - Berlín Est, 28 de gener de 1988) va ser un físic alemany, naturalitzat britànic, conegut per haver facilitat informació secreta sobre la bomba atòmica a la Unió Soviètica.

## Vida i Obra
Fuchs era fill del teòleg luterà, pacifista i socialista, Emil Fuchs. Va estudiar física i matemàtiques a les universitats de Leipzig i de Kiel. En aquesta última es va afiliar al partit comunista com millor manera de lluitar contra Hitler. Després d'un breu temps a Berlín i París, va marxar a Bristol, fugint dels nazis, per estudiar física l'hivern de 1933-34. A la universitat de Bristol va ser protegit del professor Nevill Mott, qui li va dirigir la tesi doctoral presentada el desembre de 1936. El 1937 va començar a impartir classes a la universitat d'Edimburg, però l'esclat de la Segona Guerra Mundial el 1939 va fer que fos declarat estranger enemic (enemy alien) i, el 1940, deportat al Quebec, del qual no va tornar fins a començaments de 1941, quan va ser invitat per Rudolf Peierls (al qui havia conegut estudiant a Leipzig) a incorporar-se a la universitat de Birmingham.
Peierls havia convençut el govern britànic d'engegar un programa de recerca atòmica que es va iniciar el 1941, primer sota el nom en codi MAUD i després amb el de Tube Alloys. Fuchs va participar des del primer moment en les sessions de treball d'aquests grups de treball. La seva implicació en el projecte va ser tan important que el 1944 va ser destinat al Laboratori Nacional Los Alamos (Nou Mèxic, USA) per participar en el projecte Manhattan. En retornar dels Estats Units el 1946, va ser destinat al Establiment de recerca atòmica de Harwell com cap de la divisió de física teòrica. El 1942, Fuchs es va posar en contacte amb l'economista comunista alemany Jürgen Kuczynski, qui li va presentar la seva germana Ursula (alies Ruth Werner) i que va fer de correu entre Fuchs i les autoritats soviètiques, ja que Fuchs va estar enviant tota la informació científica secreta i rellevant sobre l'arma atòmica des de 1942 fins al 1950, quan va ser detingut pel Secret Intelligence Service britànic. L'episodi va ser considerat com el del espia més perillós de la història. El dia 2 de febrer de 1950 va ser arrestat i detingut a la presó de Brixton on va confessar les seves activitats d'espionatge. Aquest mateix any va ser jutjat, amb la col·laboració dels serveis d'intel·ligència estatunidencs, però només va ser condemnat a 15 anys de presó per vulneració de la llei de secrets oficials: no se'l va condemnar per traïció ja que, en aquells moments, l'Unió Soviètica era una potència aliada i no pas un enemic.
El 1959, cinc anys abans de complir la condemna per bon comportament, va ser alliberat de la presó de Wormwood Scrubs, desposseït de la nacionalitat britànica i embarcat en un avió en direcció Berlín Est. A Berlín el ve a rebre a l'aeroport, Grete Keilson, una jove comunista de la qual s'havia enamorat el 1933 durant la seva breu estança a París i amb qui es va casar el 1959. No va rebre cap mena d'honor de les autoritats soviètiques, ja que honorar-lo hagués significat reconèixer el retard científic soviètic en matèria nuclear. Fins la seva jubilació el 1979 va ser vice-director de l'Institut de Recerca Nuclear de Rossendorf a Dresden.